# Glass Animals
Glass Animals sono un gruppo musicale britannico originario di Oxford. La band ha pubblicato il suo album di debutto Zaba nel giugno 2014, sotto l'etichetta Wolf Tone del produttore Paul Epworth, e pubblicato il suo secondo album How to Be a Human Being il 26 agosto 2016. Il gruppo ha svolto vari concerti in giro per il mondo e partecipato a diversi festival tra i quali Glastonbury, Coachella, Bonnaroo, Lollapalooza, Reading/Leeds, Falls, Southbound e Bestival.

## Storia del gruppo
Tutti e quattro i membri della band hanno frequentato la St Edward's School di Oxford.
Inizialmente Dave Bayley (frontman del gruppo) stava per frequentare la facoltà di medicina presso il London King's College, prima che Paul Epworth, produttore di Adele, assistesse ad un loro concerto a Londra e decidesse di ingaggiarli.

### Zaba: 2015-2016
Zaba è stato l'album di debutto del gruppo, con oltre 7 milioni di ascolti su Spotify nel 2015. La versione deluxe di Zaba è stata pubblicata nell'agosto 2015.

### How to Be a Human Being: 2016-2019
Il 16 maggio 2016 il gruppo ha pubblicato il singolo principale, Life Itself, dal loro secondo album How to Be a Human Being. Il brano ha raggiunto la posizione numero 14 sulla Billboard 200. Il video musicale per la canzone è stato distribuito il 7 giugno 2016. Il gruppo ha realizzato anche un sito web basato sul personaggio di Life Itself.
Il 25 luglio è stato pubblicato un secondo singolo estratto dall'album, Youth, insieme al relativo video musicale. Questa canzone è stata utilizzata come colonna sonora nel popolare videogioco di calcio di EA Sports, FIFA 17. Quattro giorni prima dell'uscita dell'album, il 22 agosto, la band ha pubblicato un terzo singolo, Season 2 Episode 3.
L'album completo How to Be a Human Being è stato pubblicato il 26 agosto 2016 da Wolf Tone e Caroline International in Europa e Harvest Records negli Stati Uniti. L'album ha ricevuto il plauso della critica per il suo "senso di meraviglia" e "impressione immediata", anche se è stato anche accolto con alcune reazioni contrastanti, poiché i critici hanno ritenuto che fosse in qualche modo prematuro. Hanno suonato al Laneway Festival in sei diverse città (Singapore, Sydney e Auckland, tra le altre).

### Dreamland: 2019-oggi
Dopo il tour di How to Be a Human Being, il gruppo ha pubblicato due singoli; Tokyo Drifting, un duetto con Denzel Curry, il 14 novembre 2019, e Your Love (Déjà Vu) il 19 febbraio 2020. Il 1º maggio 2020 ha pubblicato il singolo Dreamland e ha annunciato un album omonimo in uscita il 10 luglio 2020. Tokyo Drifting, Your Love (Déjà Vu) e la title track sono tutti inclusi nell'album.
Tokyo Drifting è apparsa in uno spot televisivo pubblicato nell'aprile 2021 da Peleton come parte della campagna Champions Collection. Il 28 giugno la band ha annunciato che l'album era stato posticipato, al fine di "concentrarsi sul movimento Black Lives Matter e sulle discussioni in corso sul razzismo e la brutalità della polizia in tutto il mondo".
Dreamland è stato pubblicato il 7 agosto 2020 con l'etichetta Polydor Records; in un'intervista ad Atwood Magazine, Dave Bayley ha spiegato: "Credo che l'obiettivo di questo disco fosse quello di fare qualcosa che fosse incredibilmente onesto e incredibilmente noi". L'album ha debuttato al secondo posto nella classifica del Regno Unito. Heat Waves è stato incluso nella colonna sonora di FIFA 21 e di Forza Horizon 5. Il 13 ottobre 2020, la canzone è stata utilizzata anche nell'ambito dell'Apple Event durante l'annuncio dell'HomePod mini.
Heat Waves è diventata una sleeper hit e ha iniziato a scalare le classifiche internazionali a partire dal 2021, divenendo il primo successo del gruppo: è stato sette settimane in cima alla classifica australiana stilata dall'ARIA e ha raggiunto la top ten in diversi paesi tra cui il Regno Unito. Nel marzo 2022 il brano si è collocato anche in cima alla Billboard Hot 100 negli Stati Uniti, dopo cinquantanove settimane dalla sua entrata, rompendo il record del maggior tempo trascorso per raggiungere il numero uno precedentemente detenuto da Mariah Carey. In quest'ultima classifica ha in seguito conquistato anche il titolo di canzone più duratura con 91 settimane di presenza.
Il 10 settembre 2021 il gruppo ha pubblicato il nuovo singolo I Don't Wanna Talk (I Just Wanna Dance), accompagnato da un video musicale che è disponibile sul canale YouTube ufficiale.

## Formazione
- Dave Bayley – voce principale, chitarra, tastiere, batteria, tamburello
- Drew MacFarlane – chitarra, tastiere, voce di supporto
- Edmund Irwin-Singer – basso, tastiere, voce di supporto
- Joe Seaward – batteria, percussioni

## Discografia

### Album in studio
- 2014 – Zaba
- 2016 – How to Be a Human Being
- 2020 – Dreamland
- 2024 – I Love You So F***ing Much

### EP
- 2012 – Leaflings
- 2013 – Glass Animals

### Raccolte
- 2020 – Adulthood
- 2020 – Adolescence
- 2021 – Childhood

### Singoli
- 2013 – Black Mambo
- 2014 – Pools
- 2014 – Gooey
- 2014 – Hazey
- 2015 – Lose Control (con Joey Badass)
- 2016 – Life Itself
- 2016 – Youth
- 2016 – Season 2 Episode 3
- 2017 – Pork Soda
- 2017 – Agnes
- 2019 – Tokyo Drifting (con Denzel Curry)
- 2020 – Your Love (Déjà Vu)
- 2020 – Dreamland
- 2020 – Heat Waves
- 2020 – It's All So Incredibly Loud
- 2021 – I Don't Wanna Talk (I Just Wanna Dance)